# Drosophila mesophragmatica (artgrupp)
Drosophila mesophragmatica är en artgrupp inom släktet Drosophila och undersläktet Drosophila. Artgruppen består av två artundergrupper, artundergruppen Drosophila mesophragmatica och artundergruppen Drosophila viracochi, totalt 19 arter.

## Arter inom artgruppen

### ArtundergruppenDrosophila mesophragmatica
- Drosophila altiplanica
- Drosophila amaguana
- Drosophila brncici
- Drosophila camaronensis
- Drosophila canescens
- Drosophila cashapamba
- Drosophila gasici
- Drosophila gaucha
- Drosophila mesophragmatica
- Drosophila neoamaguana
- Drosophila neoyanayuyu
- Drosophila orkui
- Drosophila pavani
- Drosophila rucux
- Drosophila ruminahuii
- Drosophila yanayuyu

### ArtundergruppenDrosophila viracochi
- Drosophila chorlavi
- Drosophila shyri
- Drosophila viracochi